# FK Sambor
FK Sambor (ukr. ФК «Самбір») – ukraiński klub piłkarski, mający siedzibę w mieście Sambor, w obwodzie lwowskim, na zachodzie kraju, grający w latach 1992–1994 w rozgrywkach ukraińskiej Drugiej ligi.

## Historia
Chronologia nazw:
- 1931: UST [Ukraińskie Sportowe Towarzystwo] Dnister Sambor (ukr. «Дністер» Самбір)
- 1944: Łokomotyw Sambor (ukr. «Локомотив» Самбір)
- 1947: Bilszowyk Sambor (ukr. «Більшовик» Самбір)
- 1960: Spartak Sambor (ukr. «Спартак» Самбір)
- 1992: Promiń Wola Baraniecka (ukr. «Промінь» Воля Баранецька)
- 1993: Promiń Sambor (ukr. «Промінь» Самбір)
- 1998: FK Sambor (ukr. ФК «Самбір»)
- 2006: FK Maks Sambor (ukr. ФК «Макс» Самбір)
- 2007: FK Sambor (ukr. ФК «Самбір»)

Piłkarska drużyna Dnister została założona w mieście Sambor w 1931 przez lokalną społeczność ukraińską. Do 1939 rywalizowała z miejscowymi klubami Korona Sambor i Hasmonea Sambor. W lipcu 1941 został reaktywowany i działał do lata 1944. Po przyjściu wojsk radzieckich klub został rozwiązany a na jego miejsce powstał Łokomotyw, który później zmienił nazwę na Bilszowyk.
W 1960 rozpoczęła się nowa era samborskiej piłki nożnej. W tym roku został organizowany piłkarski zespół Spartak, który do 1991 występował w amatorskich rozgrywkach mistrzostw obwodu lwowskiego.
W latach 80. XX wieku również występował w Pucharze Ukraińskiej SRR oraz w Mistrzostwach Ukraińskiej SRR spośród drużyn amatorskich. W 1985 nawet zajął drugie miejsce w turnieju finałowym, w którym walczono o awans do Drugiej Ligi, ukraińskiej strefy Mistrzostw ZSRR.
W 1992 klub Promiń z pobliskiej miejscowości Wola Baraniecka debiutował w Przejściowej Lidze, grupie A Mistrzostw Ukrainy. Po sezonie 1992/93 klub przeniósł się do Sambora i przyjął nazwę Promiń Sambor.
Jednak w sezonie 1993/94 klub zajął spadkowe 14. miejsce w Przejściowej Lidze i został pozbawiony statusu klubu profesjonalnego.
Potem jeszcze występował w amatorskich rozgrywkach mistrzostw obwodu lwowskiego.
Klub występował również w Pucharze Ukrainy w sezonach 1995/1996 oraz 1995/1996.
W sezonie 1997/1998 drużyna z Sambora zaczęła grać pod nową nazwą FK Sambor, a w meczach play-off o wyjście do Drugiej Ligi, grupy A nie potrafiła zwyciężyć przedostatnią drużynę ligi FK Tyśmienica 0:3 i 1:1.
Potem klub występował w amatorskich rozgrywkach mistrzostw obwodu lwowskiego.

## Sukcesy
- 9. miejsce w Ukraińskiej Przejściowej Lidze, grupie A:

1992
- 1/128 finału Pucharu Ukrainy:

1996

## Znani piłkarze
- / Bohdan Bławacki
- / Lew Browarski
- Ihor Mihałewśkyj

## Inne
- Korona Sambor
- Samboria Sambor
- Strzelec Sambor
- ŻKS Sambor
- Młot Sambor
- Hasmonea Sambor
- Junak Drohobycz
- Watra Drohobycz